# San Damiano d’Asti
San Damiano d’Asti (piemontiul: San Damian d'Ast) település Olaszországban, Piemont régióban, Asti megyében. Lakosainak száma 8056 fő (2023. január 1.). San Damiano d’Asti Antignano, Asti, Celle Enomondo, Ferrere, Priocca, San Martino Alfieri, Cisterna d’Asti, Govone, Tigliole, Cantarana és Canale községekkel határos.

## Népesség
A település lakossága az elmúlt években az alábbi módon változott:
| Lakosok száma | 8342 | 8347 | 8056 |
|               | 2017 | 2018 | 2023 |